# Gaspar Villate y Montes
Gaspar Villate y Montes (l'Havana, Cuba, 27 de gener de 1851 - París, França, 8 d'octubre de 1891) fou un compositor cubà.
Des de molt jovenet donà proves de la seva vocació per la música, pel que el seu pare li'n donà per mestre al cèlebre Espadero, sent tanta la seva aplicació que als catorze anys escriví una missa. El 1867 va compondre una òpera en tres actes, que destruí poc temps després, descontent del seu treball.
Més endavant es traslladà als Estats Units, on hi passà dos anys perfeccionant els seus estudis i desenvolupà al mateix temps el càrrec d'organista en una de les principals esglésies de Nova York, donant, a més, una sèrie de concerts públics que foren molt aplaudits. En aquell temps va compondre una nova òpera, Richelieu, i davant els consells de les persones enteses, el seu pare decidí enviar-lo a París (1871), on rebé lliçons de Bazin, Danhauser i Jonciéres, donant-se a conèixer avantatjadament en la capital francesa per algunes inspirades composicions per a cant i piano.
El 1877 estrenà a París la seva òpera Zilia u odio et amore, que cantaren Tamberlick, Pandolfini, Nanete, Elena Sanz i la Litta. L'èxit fou brillant i tots els diaris de París dedicaren calorosos elogis al jove compositor cubà, que als vint-i-sis anys havia aconseguit el que pocs artistes francesos aconseguien: estrenar a París. El 1880 estrena en La Haia l'òpera La Czarine, amb llibret del cèlebre literat francès Armando Silvestre, i l'èxit aconseguit no feu més que confirmar les esperances que Zilia havia fet concebre. Finalment, el 1885, el Teatro Real de Madrid posà en escena una nova òpera de Villate y Montes, Baldassarre, i tota la premsa saludà al compositor cubà com una legítima glòria de la pàtria espanyola, que havia sabut posar molt alt el prestigi de l'art espanyol a l'estranger, quan en realitat Espanya no tenia res a veure, en la seva formació i educació de Villate y Montes.
A banda d'aquestes òperes deixà gran nombre de composicions per a cant i piano, una serenata cubana per a orquestra, una missa solemne per a quatre veus, cor i orquestra, que s'estrenà amb motiu del casament d'Alfons XII, i una marxa fúnebre que va compondre per l'enterrament del mateix monarca.